# آنتونین ماناویان
آنتونین ماناویان (فرانسوی: Antonin Manavian‎؛ زادهٔ ۲۶ آوریل ۱۹۸۷) بازیکن هاکی روی یخ ارمنی‌تبار اهل فرانسه است. وی عضو تیم ملی هاکی روی یخ مردان فرانسه می‌باشد.